# Antoni Kolarz
Antoni Piotr Kolarz (ur. 10 kwietnia 1883 w Wiśniczu Małym, pow. bocheński, zm. 9 października 1967 w Gorzowie Wielkopolskim) – polski dr praw, organizator spółdzielczości rolniczej.

## Życiorys
Absolwent Gimnazjum w Bochni (1903). Ukończył prawo i administrację na Uniwersytecie Jagiellońskim i jednoroczny kurs na Akademii Handlowej w Krakowie. W latach 1899–1910 działał w tajnych związkach młodzieżowych (w 1905 aresztowany i więziony przez Rosjan w Piotrkowie Trybunalskim), a także w Towarzystwie „Straż Polska”, Związku Niezależności Gospodarczej i Związku Międzypartyjnym, „Sokole” (1906–1907) i Towarzystwie Wzajemnej Pomocy Uczniów Uniwersytetu Jagiellońskiego (1907–1919). W latach 1904–1925 należał do Towarzystwa Szkoły Ludowej w Krakowie. Był członkiem Ligi Narodowej przed 1914 rokiem. Później podjął pracę dyrektora w Centralnej Kasie Spółek Rolnych: CKSR w Wilnie (1923), CKSR w Toruniu (1925), CKSR we Lwowie (1930) oraz w Głównej Dyrekcji CKSR w Warszawie. Był ponadto członkiem zarządu Związku Rewizyjnego Spółdzielni Rolniczych i członkiem Rady Pomorskiej Izby Rolniczej. W 1930 został przeniesiony z Torunia do Lwowa. Był tam prezesem rady Patronatu Spółdzielni Rolniczych (1931–1934) oraz członkiem rady Lwowskiej Izby Rolniczych Organizacji i Związku Spółdzielni Rolniczych i Zarobkowo-Gospodarczych. Ponadto należał do Państwowej Rady Spółdzielczej. Po wojnie pracował w spółdzielczości w Krakowie, Jeleniej Górze i Lwówku Śląskim.
W 1912 ożeniony z Heleną z d. Turek.
Zmarł 9 października 1967 w Gorzowie Wielkopolskim. Pochowany na cmentarzu komunalnym (kwatera 04B-2-33).